# El Mundo (Puerto Rico)
El Mundo es un periódico de Puerto Rico fundado en 1920. Fue, durante décadas, el periódico de mayor circulación en la isla, no obstante, este sucumbió a principios de los años 90 ante la crisis presentada por la Unión de Trabajadores del Periódico en ese entonces. En el 2012 fue lanzada una nueva versión electrónica.  

## Historia
El Periódico Mundo fue fundado en 1920, pero se cerró a principios de los años 90 ante la crisis presentada por la Unión de Trabajadores del Periódico en ese entonces. De ahí el medio terminó en quiebra y desapareció su circulación. Fue, durante décadas, el periódico de mayor circulación en la isla.
A inicio del 2010 se inició una gesta de lanzar una versión electrónica que finalmente se concretó en agosto de 2012. Desde su lanzamiento se ha procurado mantener un proceso amplio en que se publican noticias las 24 horas del día. Con el transcurso del tiempo se han incluido columnistas, blogs y aplicaciones para teléfonos inteligentes y tabletas.

## Blogs
El Periódico Mundo Puerto Rico cuenta con una serie de blogs que ayudan a continuar expandiendo la información diaria.
- Blog Mi Experiencia (enlace roto disponible en Internet Archive; véase el historial, la primera versión y la última).
- Blog Voto PR
- Blog en Imágenes
- Blog Prensa Puerto Rico
- iPrensa
- Blog sobre el Capitolio